# Villa de Mazo
Villa de Mazo és un municipi de l'illa de La Palma, a les illes Canàries.
En aquest municipi, juntament amb el municipi de Breña Baja, hi ha l'Aeroport de La Palma.

## Població
| Any  | Població | Densitat |
| ---- | -------- | -------- |
| 1991 | 3.103    | 43,60    |
| 1996 | 3.631    | 51,01    |
| 2001 | 4.238    | 59,55    |
| 2002 | 4.248    | 59,69    |
| 2003 | 4.487    | 63,05    |
| 2004 | 4.745    | 66,67    |
| 2005 | 4.591    | 64,50    |
| 2006 | 4.889    | 148.60   |